# Tomasz Sosna
Tomasz Sosna (ur. 23 kwietnia 1970) – polski piłkarz grający na pozycji obrońcy.
Wychowanek Odry Wodzisław, grał w niej do 1996; w tym w rundzie jesiennej sezonu 1996/1997 w ekstraklasie, gdzie zagrał 10 meczów. W latach 1997–2004 gracz MFK Karwina i Włókniarza Kietrz. Od 2004 zawodnik Polonii Bytom, z którą w 2007 awansował do Ekstraklasy. W sezonie 2007/2008 zagrał w 5 spotkaniach ekstraklasy. Po zakończeniu kariery piłkarskiej został trenerem KS Przyszłość Rogów.